# Белогрудый лесной крапивник
Белогрудый лесной крапивник (лат. Henicorhina leucosticta) — вид птиц из семейства крапивниковых. Выделяют 13 подвидов. Распространён в Мексике, Центральной и Южной Америке.

## Описание
Белогрудый лесной крапивник достигает длины тела 10,0—11,5 см и массы около 15,7 г. Половой диморфизм не выражен. Верхняя часть головы и шея чёрного цвета, но перья на шее имеют ярко-коричневые кончики. Уздечка черновато-серая, полоса под глазом сероватая перед глазом и белая за глазом. Область за глазом черноватая с белыми пятнами в области затылка. Кроющие уха чёрного цвета с перемежающимися серовато-белыми пятнами и полосами. Спина ярко-коричневого цвета, надхвостье красновато-коричневое. Первостепенные и второстепенные маховые перья выглядят коричневыми с нечёткими более тёмными коричневыми штрихами. Рулевые перья ярко-красновато-коричневые с узкими черноватыми полосами. Подбородок, горло и грудь белые, боковые стороны груди серые, брюхо и бока тёплого охристо-коричневого цвета. Радужная оболочка коричневая, клюв чёрный с основанием нижней части клюва рогового цвета. Ноги тёмно-серые. 
У молоди коричневая верхняя часть головы, слегка контрастирующая по цвету со спиной. Горло и грудь сероватого цвета, иногда с нечёткими более тёмными полосами внизу.
Пение белогрудого лесного крапивника звучит громко и мощно. Песня состоит из трех—пяти свистков, которые постоянно повторяются в виде фразы. Поют птицы обоих полов, часто антифонически, при этом самки, по-видимому, поют только в период размножения. Звуки могут различаться в зависимости от района распространения. 

## Биология
Белогрудый лесной крапивник предпочитает влажные низменные леса на высотах от уровня моря до 1300 метров над уровнем моря. Гораздо реже встречается на высотах до 1800 или даже 2000 метров над уровнем моря.
Питается почти исключительно беспозвоночными. Пищу добывает в густых зарослях на высоте двух—трёх метров от земли, редко выше.

### Размножение
Сезон размножения белогрудого лесного крапивника в Коста-Рике длится с февраля по май (редко с января), в Суринаме — с февраля по июль, в Колумбии —с января по июль. Гнездо яйцевидной формы (высота гнезда превышает его ширину) с толстым дном и с круглым входным отверстием сбоку, защищенным сверху своего рода козырьком. Сооружается из волокнистого растительного материала, кусочков коры и другого аналогичного материала, снаружи покрыто мхом, а внутри выстлано перьями. Размещается близко к земле в густой растительности. Ещё одно менее прочное гнездо, служащее местом для ночлега, обычно расположено немного выше; размещается обычно на тонких ветках, что помогает предупредить птицу о нападении хищников, встряхивающих ветку. В кладке два блестящих яйца белого цвета, иногда с несколькими коричневыми крапинками. Насиживает, вероятно, только самка в течение примерно 18 дней. Птенцов выкармливают оба родителя. Птенцы оперяются через 17—18 дней.

## Подвиды и распространение
Выделяют 13 подвидов:
- H. l. decolorata Phillips, 1986  — восток центральной Мексики;
- H. l. prostheleuca (Sclater, 1857) — восточная и южная Мексика, Белиз
- H. l. smithei Dickerman, 1973 — от юга Юкатана до Гватемалы
- H. l. tropaea Bangs & Peters, 1927 — Гондурас, Никарагуа, восток Коста-Рики
- H. l. costaricensis Dickerman, 1973 — центр Коста-Рики
- H. l. pittieri Cherrie, 1893 — юго-западная Коста-Рика и западная Панама
- H. l. alexandri Phillips, 1986 — карибская сторона востока Панамы и северо-запада Колумбии
- H. l. darienensis Hellmayr, 1921 — тихоокеанская сторона востока Панамы и запада Колумбии
- H. l. albilateralis Chapman, 1917 — север и центр Колумбии
- H. l. leucosticta (Cabanis, 1847) — восток и юг Венесуэлы, Гвиана и север Бразилии
- H. l. eucharis Bangs, 1910 — запад Колумбии
- H. l. inornata Hellmayr, 1904 — юго-западная Колумбия и северо-запад Эквадора
- H. l. hauxwelli Chubb, 1920 — южная и восточная Колумбия, северо-восток Перу